# 西班牙佛光山

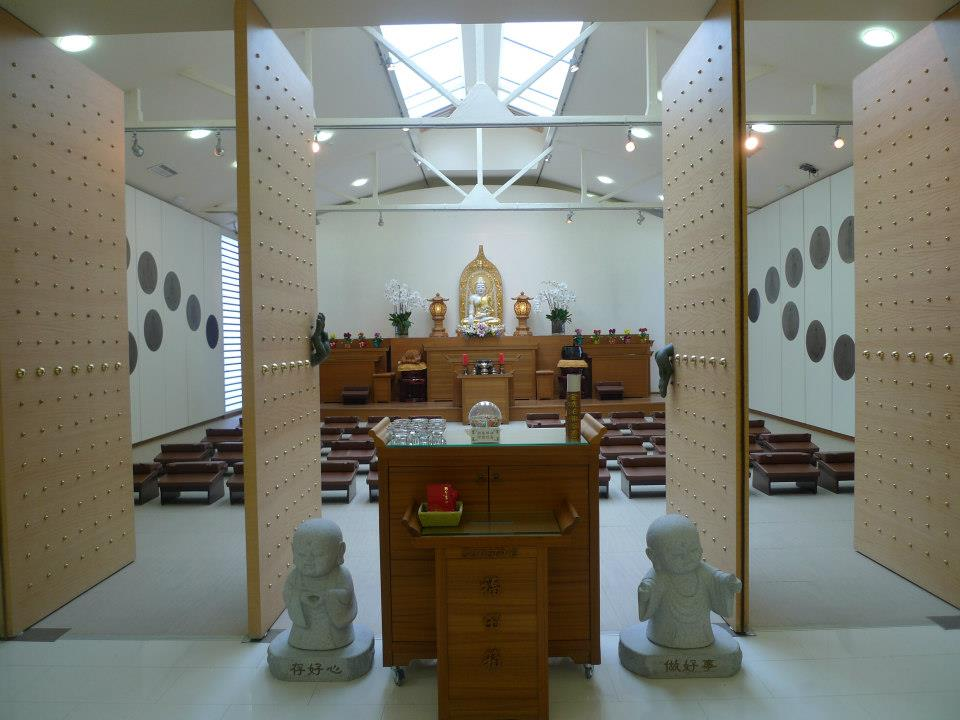
西班牙佛光山

西班牙佛光山（IBPS SPAIN）。位於西班牙馬德里（Madrid）Chamberi。原為「西班牙馬德里佛光協會」、「佛光山馬德里禪淨中心」，2009年正式更名為「西班牙佛光山」。是一座大乘佛教寺院，以弘揚「人間佛教」作為弘法宗旨，屬於佛光山在歐洲的分院之一。
現任住持－滿謙法師

## 發展歷史
- 1994年成立「西班牙馬德里佛光協會」
- 1996年10月，協會遷入馬德里市中心，並改名為「佛光山馬德里禪淨中心」
- 2004年佛光山妙訓法師開始常駐於西班牙弘法
- 2009年馬德里市中心Chamberi 區道場落成，正式更名為「西班牙佛光山」

## 外部連結
- 西班牙佛光山官方中文网站 （页面存档备份，存于）